# Kazimierz Skrzypkowski

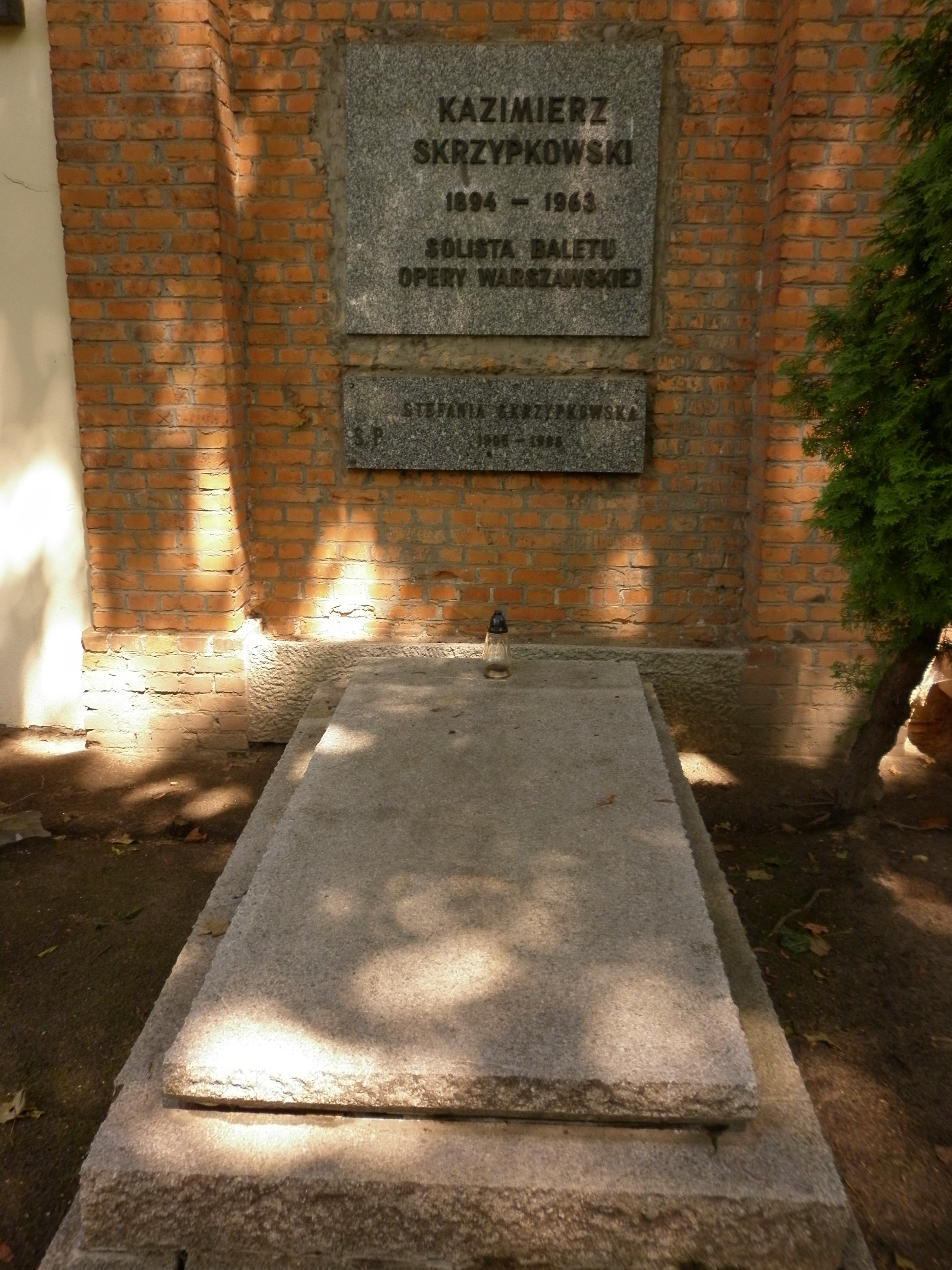
Grób Kazimierza Skrzypkowskiego na cmentarzu Powązkowskim

Kazimierz Skrzypkowski (ur. 4 marca 1894 w Warszawie, zm. 13 grudnia 1963 tamże) – polski tancerz.

## Życiorys
Syn Andrzeja i Eleonory z domu Kramowicz. W latach 1902–1910 uczęszczał do warszawskiej szkoły baletowej. W latach 1910–1914 występował w Finlandii, Rosji. Do 1914 był kierownikiem baletu w Kazaniu. Po powrocie do Warszawy występował w 1919 w teatrze Sfinks. W latach 1920–1939 był zasłużonym solistą baletu Opery Warszawskiej. 
Od 1946 wykonywał role mimiczne w baletach w Operze Warszawskiej. 1 września 1962 przeszedł na emeryturę.
Był mężem tancerki Olgi (Aleksandry) z domu Zabojkina (ur. 4 lipca 1896 w Petersburgu), z którą miał córkę Halinę (ur. 8 marca 1914 w Warszawie) i syna Wiktora (ur. 15 kwietnia 1915 w Warszawie).
Zmarł w Warszawie, pochowany na cmentarzu Powązkowskim (Aleja Zasłużonych-1-133).

## Ordery i odznaczenia
- Złoty Krzyż Zasługi (18 kwietnia 1956)[6]
- Srebrny Krzyż Zasługi (11 lipca 1955)[2]
- Medal 10-lecia Polski Ludowej (19 stycznia 1955)[7]